# Johan Leijonberg
Johan Leijonberg, ursprungligen Barckmann, född 1625 i Stockholm, död i augusti 1691 i London, var en svensk friherre och diplomat.

## Biografi
Johan Leijonberg föddes 1625 i Stockholm. Han var son till rådmannen Jakob Barckman och Brita Jönsdotter. Leijonberg blev 9 mars 1638 student vid Uppsala universitet.
Leijonberg var anställd i kansliet på den stora ambassaden till Moskva 1647 samt följde som sekreterare Matthias Palbitzki på hans resa till Spanien (1650) och Israel Lagerfelt på hans beskickning till England (1653). 
1653–1654 följde han med engelske ambassadören Whitelocke till och från Sverige samt anställdes 1655 som svensk kommissarie i London. Han kallades emellertid 1657 att hjälpa Karl X, var med vid Frederiksodde och Köpenhamns första belägring 1658 samt gick under sommaren 1659 som underhandlare mellan kungen och den i de danska farvattnen kryssande engelska flottan. 
Han var med kungen i Göteborg och vistades efter hans död (1660) i Stockholm, tills han 1661 återvände till England, som resident. Där stannade han, sedan 1672 med rang av envoyé extraordinarie, till sin död. Under tiden utnämndes han till assessor i Kommerskollegium (1664) och fick hovråds titel (1674). 
1658 erhöll han adlig värdighet och 1687 friherrlig. Hans i Riksarkivet förvarade depescher innehåller värdefulla upplysningar om tilldragelserna i England under de händelserika år han där bevakade Sveriges intressen.

### Egendom
Leijonberg ägde Finninge (Olivehäll) utanför Strängnäs.

### Familj
Leijonberg gifte sig första gången 8 maj 1655 med kammarjungfrun Catharina Olivecrantz (1628–1659) hos drottning Christina, dotter till ärkebiskopen Laurentius Paulinus Gothus och Brita Eriksdotter. De fick tillsammans barnen Anna Leijonberg, Sara Leijonberg, Benjamin Leijonberg (1658–1660) och Brita Catharina Leijonberg (1659–1685) som var gift med lagmannen Johan Cedercrantz.
Leijonberg gifte sig andra gången i England med änkefru Hwittkell.